# Mur des fusillés de Valréas
Le Mur des fusillés, est un mur d'exécution, à Valréas, dans le département de Vaucluse.

## Histoire
Le 8 juin 1944, les FFI libèrent la ville de Valréas, dans le Vaucluse, de la présence de l'armée allemande. Quatre jours plus tard, après la reprise de la ville par les forces allemandes, ces dernières arrêtent 51 otages, et les fusillent, le long de l'atelier de l'imprimerie locale, pour l'exemple.
Il est inscrit au titre des monuments historiques depuis 22 décembre 1981.